# Henryk Mickiewicz

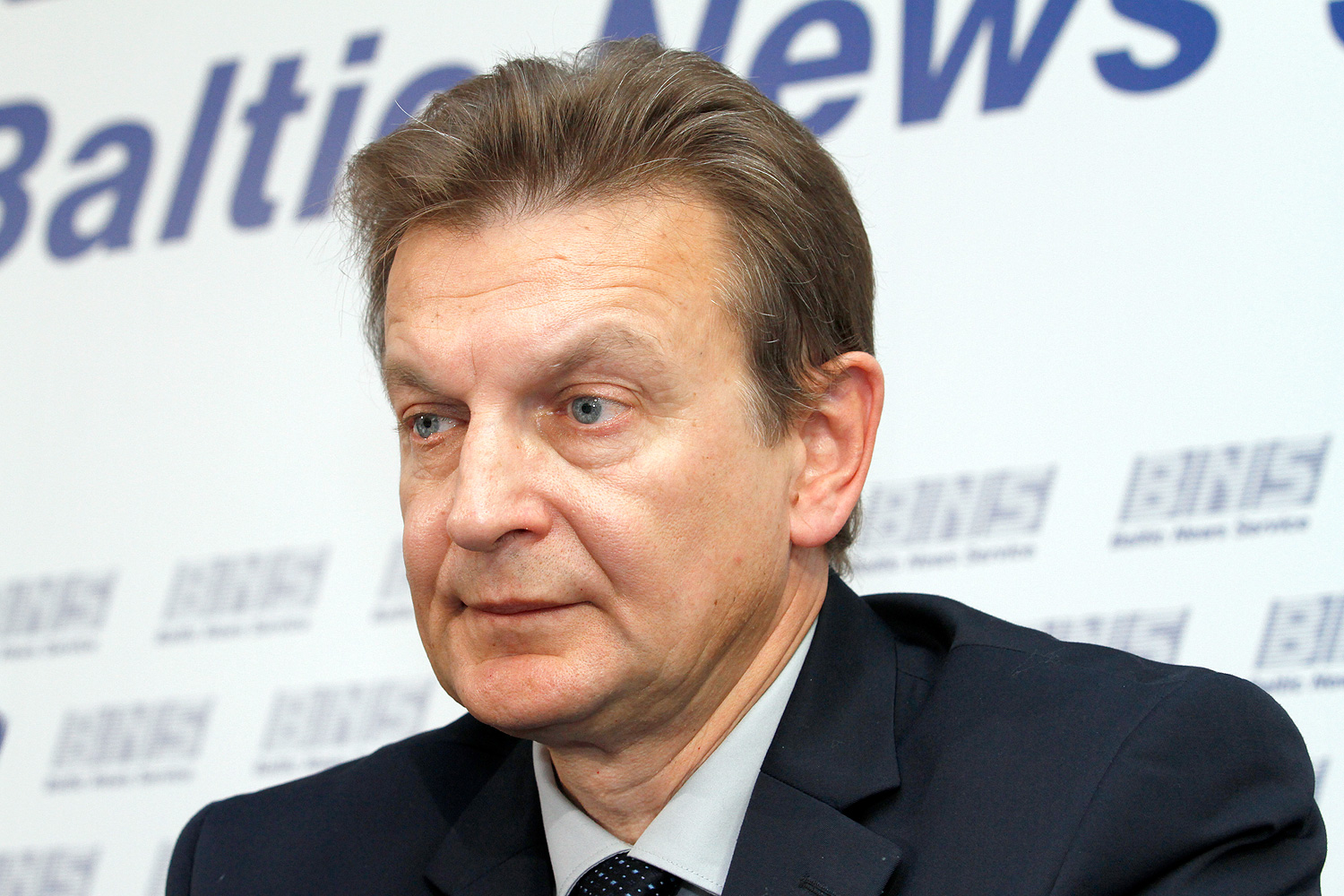
Henryk Mickiewicz

Henryk Mickiewicz (lit. Henrikas Mickevičius; ur. 1954) – litewski prawnik polskiego pochodzenia, dyrektor Instytutu Ochrony Praw Człowieka.
W 1980 ukończył studia prawnicze na Wileńskim Uniwersytecie Państwowym, po czym pracował jako sędzia w rejonie wileńskim (1981–1987). W 1994 uzyskał doktorat w dziedzinie nauk prawnych w Dickenson School of Law w Pensylwanii. W tym samym roku odbył trzymiesięczną praktykę w centrali UNO w Nowym Jorku.
Obecnie jest dyrektorem  Instytutu Ochrony Praw Człowieka (Žmogaus teisių stebėjimo institutas).